# Harald Punt
Harald Punt (18 de febrero de 1952) es un deportista neerlandés que compitió en remo. Ganó dos medallas de plata en el Campeonato Mundial de Remo, en los años 1974 y 1979.

## Palmarés internacional
| Campeonato Mundial | Campeonato Mundial | Campeonato Mundial | Campeonato Mundial      |
| Año                | Lugar              | Medalla            | Prueba                  |
| ------------------ | ------------------ | ------------------ | ----------------------- |
| 1974               | Lucerna (Suiza)    | Medalla de plata   | Scull individual ligero |
| 1979               | Bled (Yugoslavia)  | Medalla de plata   | Doble scull ligero      |